# Титков, Иван Филиппович
Ива́н Фили́ппович Титко́в (бел. Іван Піліпавіч Ціткоў; 1912—1982) — участник Великой Отечественной войны, Герой Советского Союза, командир партизанской бригады «Железняк». Почётный гражданин города Минска.

## Биография
Иван Титков родился в крестьянской семье 14 (27) августа 1912 года. Русский. Окончив в 1940 году Новосибирский строительный институт, занимал должности управляющего стройтрестов в Кузбассе и Омской области. Окончив в 1936 году военно-инженерное училище в Тамбове, в 1940 году он прошёл обучение на инженерных курсах.
Служил в Красной Армии в 1934—1936 и 1940—1945 годах. Участвуя в Великой Отечественной войне с июня 1941 года, в июне следующего, 1942 года он был направлен в тыл захватчиков, в итоге став одним из организаторов и руководителей партизанского движения в Минской области. В октябре 1942 — июле 1944 года, будучи уже майором, занимал должность командира партизанской бригады «Железняк». В 1943 году вступил в ВКП(б).
Указом Президиума Верховного Совета СССР «О присвоении звания Героя Советского Союза белорусским партизанам» от 1 января 1944 года за «образцовое выполнение правительственных заданий в борьбе против немецко-фашистских захватчиков в тылу противника и проявленные при этом отвагу и геройство и за особые заслуги в развитии партизанского движения в Белоруссии» удостоен звания Героя Советского Союза с вручением ордена Ленина и медали «Золотая Звезда».
После того как территория, на которой действовала бригада, была освобождена, он продолжил службу в армии до 1945 года, когда в звании полковника ушёл в запас.
Местом дальнейшей работы Титкова, окончившего Высшую партшколу при ЦК КПСС, стали аппарат ЦК КПСС и органы госбезопасности, впоследствии он занял должность управляющего треста в городе Гурьев.
В 1956 году выразил несогласие с вводом советских войск в Венгрию и был уволен из КГБ. Осуждён, 5 лет ИТЛ. В дальнейшем проживал в Минске.

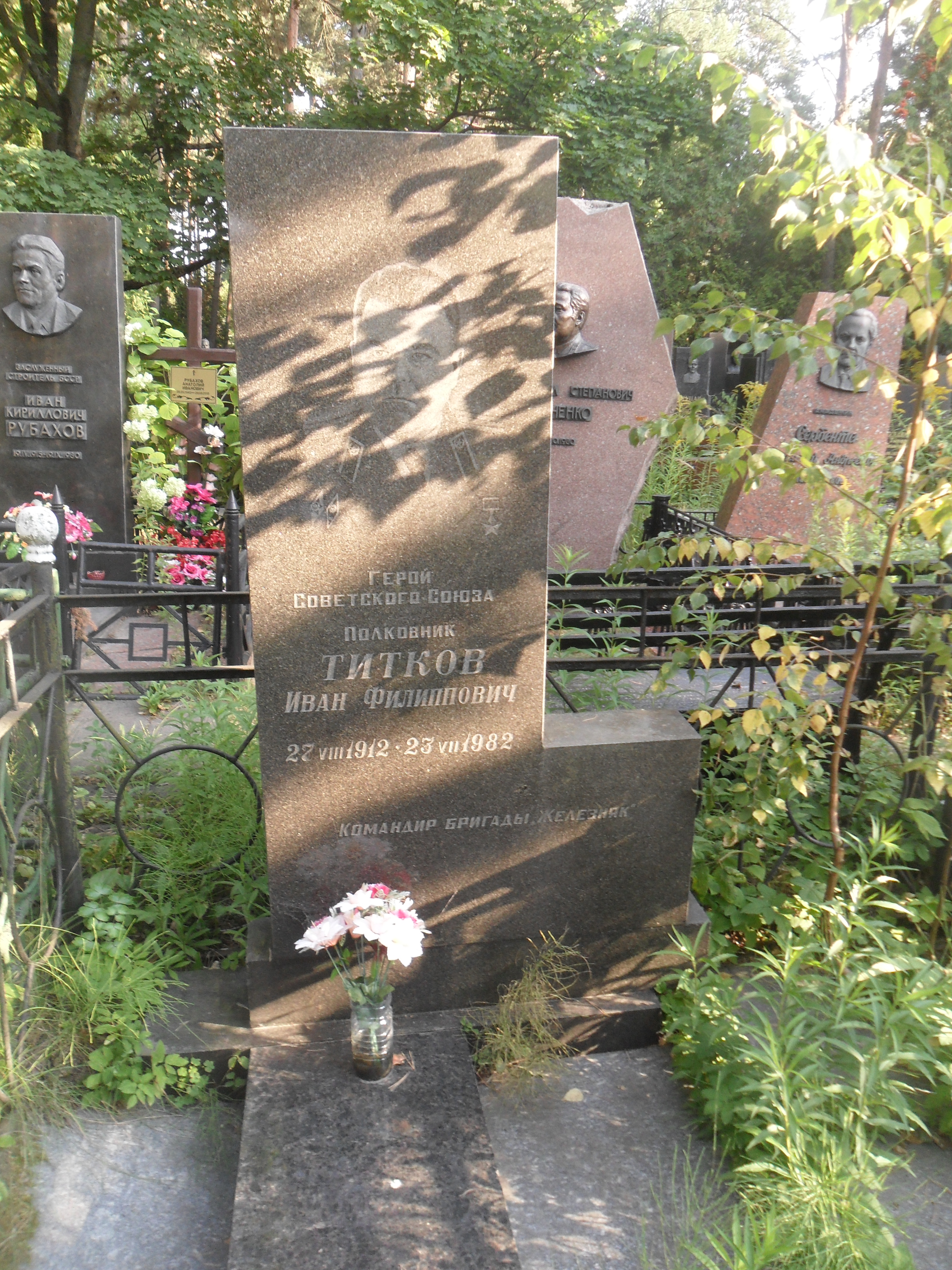
Могила Титкова на Восточном кладбище Минска

Соавтор (наряду с И. С. Алексановым) книги «Бригада „Железняк“» (Минск, 1982).

## Награды и звания
- Герой Советского Союза (01.01.1944)
- Медаль «Золотая Звезда» (01.01.1943)
- Орден Ленина
- Орден Красного Знамени
- Медаль «Партизану Отечественной войны» I степени
- Другие медали

## Память
- В честь И. Ф. Титкова названа одна из улиц Бегомля и школа в агрогородке Крулевщина Докшицкого района Витебской области[4].

## Комментарии
1. ↑  Ныне Белёвский район, Тульская область, Российская Федерация.